# Arnould de Vuez
Pour les articles homonymes, voir Arnould.
Arnould de Vuez est un peintre originaire de la Flandre française, né à Saint-Omer en 1644 et mort à Lille en 1720. Il est actif à Lille de 1694 à 1720.

## Biographie
Arnould de Vuez naquit dans les environs de Saint-Omer le 10 mars 1644. Son père était un tourneur de métaux. Etant soldat, il avait une conduite peu régulière. La famille vivait dans une grande misère, Arnould ayant neuf frères et sœurs. Il était destiné à exercer le métier de son père, mais voyant ses talents de dessinateur, ce dernier le soutint dans cette voie. 
Quand il eut 50 ans, sa protectrice Olympe Mancini, tante du prince Eugène, lui fit rencontrer sa future femme, Anne Desgrez. 
Il mourut en 1720 et fut enterré dans un caveau de l’ancienne église Saint-André de Lille qui reçut l'épitaphe suivante : « Ici repose le corps du sieur Arnould, vivant du peintre du Roy en son académie royale de peinture à Paris, ancien marguillier de cette paroisse, né le 17 octobre 1644, décédé le 18 juin 1620. Auprès de ce marbre repose aussi damoiselle Anne de la Folie, sa belle-mère veuve du sueur Desgrez, décédée le 17 avril 1702 âgée de 92 ans, Priez Dieu pour leurs âmes ». 

## Carrière

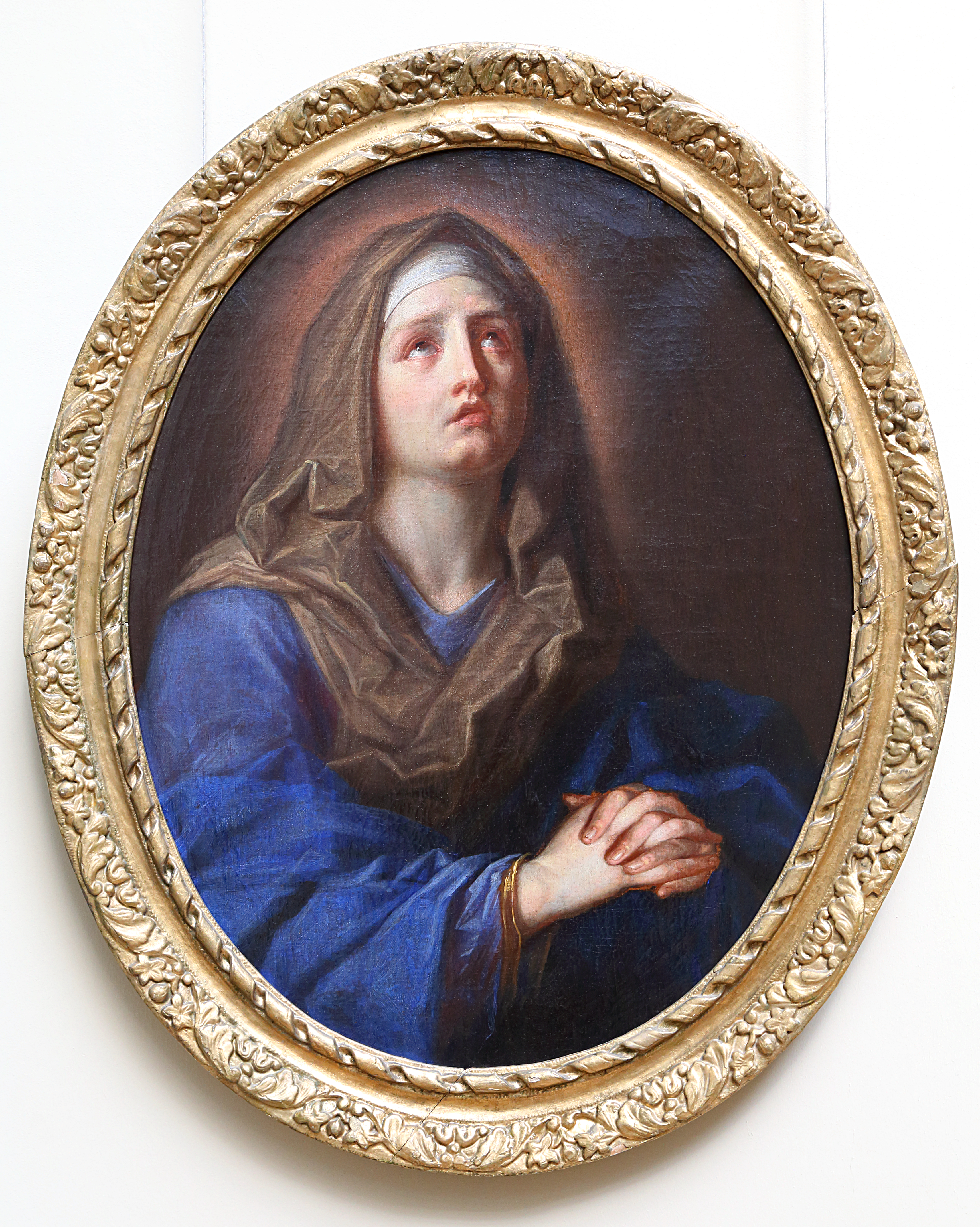
La Vierge de douleur.

L'artiste débute comme apprenti chez un peintre juif de Saint-Omer puis chez Frère Luc, peintre à Paris. Après sa formation, il part pour Venise chez un oncle chanoine à Saint-Marc où il peint quelques tableaux. Il s'inscrit à Rome à l'Accademia di San Luca (Académie de Saint-Luc) et y reçoit le premier prix de dessin en 1667. Il est frappé par tant de beauté et peint donc beaucoup. En Italie, il copie surtout l'œuvre de Raphaël. Son succès lui crée des jaloux et leurs menaces l'incitent à quitter Rome. Il revient à Paris et prend part à un voyage d'étude à Constantinople organisé par le marquis de Nointel à la suite d'un meurtre accidentellement commis à Paris. L'artiste est rappelé à Paris par Charles Le Brun à la cour de Louis XIV. Un may de Notre Dame de Paris lui est commandé, L'Incrédulité de saint Thomas, conservé depuis la Révolution à la primatiale Saint-Jean de Lyon. Le 20 décembre 1681, son tableau Le Mariage de Monseigneur le Dauphin lui procure une place à l'Académie royale de peinture et de sculpture (Paris). À la mort de Le Brun, il s'établit à cinquante ans à Lille, en 1694, et devient le peintre officiel de la ville sur le conseil du Ministre. Il est envoyé peindre La Présentation de la Vierge au temple. Lille est à nouveau en plein développement depuis sa conquête par Louis XIV et Vauban y construit la « reine des citadelles ». Arnould de Vuez reçoit des commandes des institutions religieuses de Lille et de ses alentours : Hospice Comtesse de Lille, carmes de Lille et Douai, bénédictins de Marchiennes, jésuites de Cambrai, etc. Il reçoit également des commandes des particuliers de la ville. Son style plaît car il est à la fois profondément imprégné de Renaissance italienne et du sens des couleurs d'artistes flamands comme Rubens et Antoine van Dyck.
En 1706, on le nomme marguillier de l'église Saint-André. 
Plusieurs de ses tableaux ornaient aussi la « salle du Conclave » de l'ancien hôtel de ville de Lille (le palais Rihour), et à proximité les bureaux de l'état civil. L'un d'eux, représentant la comtesse Jeanne octroyant aux magistrats de Lille la charte municipale de 1235, était auparavant placé dans l'ancienne antichambre de la salle du conclave.
Quand les œuvres stockées dans l'ancien couvent des Récollets de Lille furent transportées dans les salles de musée incluses dans le nouvel hôtel de ville, la troisième de ces salles ne contenait presque que des tableaux d'Arnould de Vuez (10 grands tableaux d'église, un portrait de femme et les esquisses de 5 grandes toiles - toiles qui étaient alors encore dans la salle du conclave du palais Rihour).

## Album Nointel
Selon une hypothèse récente, Arnould de Vuez est l'auteur des dessins du Parthénon jusque-là attribués à Jacques Carrey. Cet album est très important car il est le seul à représenter les sculptures du Parthénon avant l'explosion du temple.
L'attribution s'explique par un commentaire d'époque qui cite comme auteur des dessins « un jeune peintre flamand » et par la comparaison stylistique avec les dessins conservés dans la famille de l'artiste ainsi qu'au Palais des Beaux Arts de Lille.

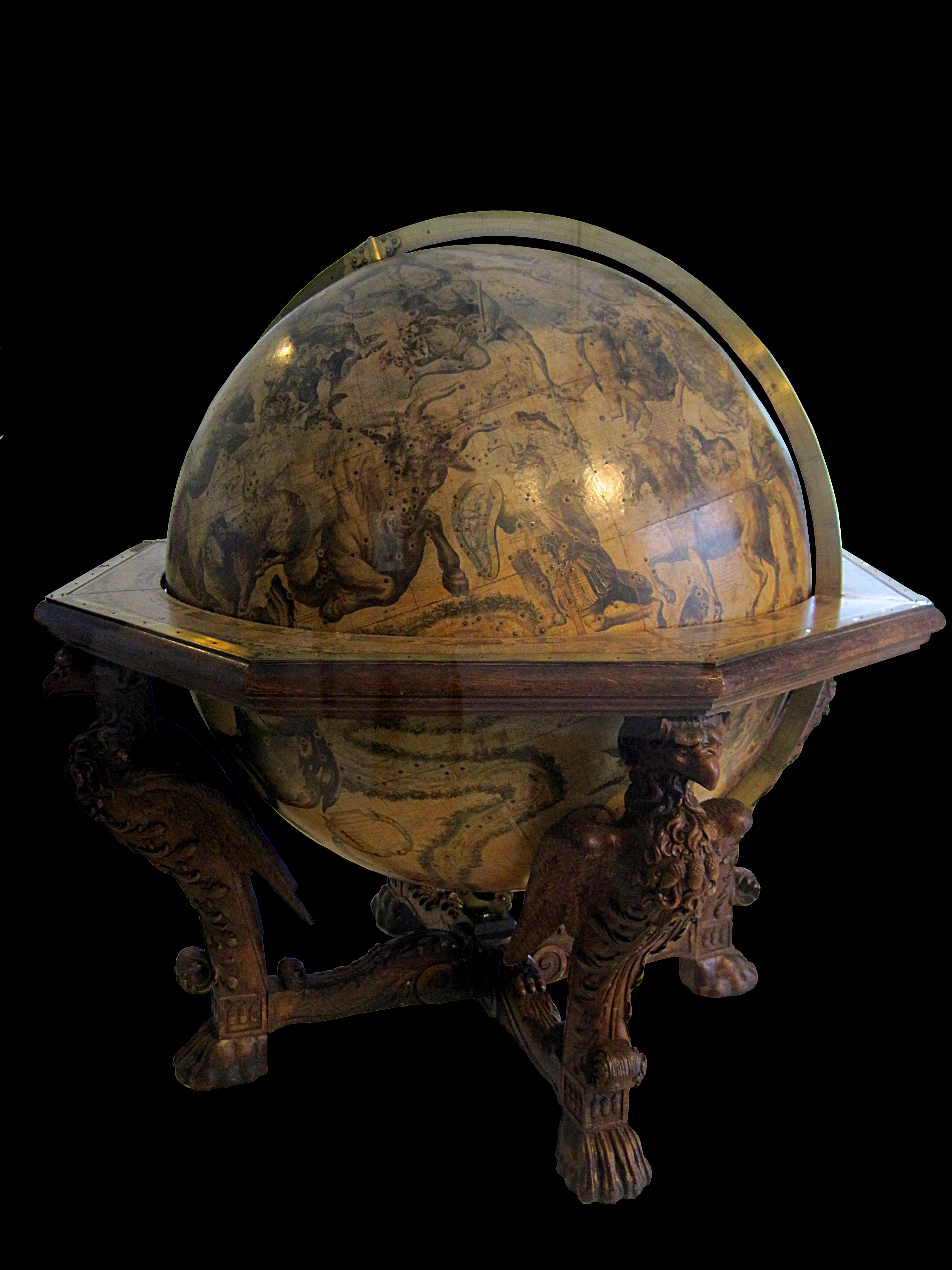
Globe céleste réalisé par Arnould de Vuez et conservé au palais des Beaux-Arts de Lille.

## Globes de Coronelli
Barbara Brejon de Lavergnée lui a également récemment attribué des peintures qui figurent sur les globes de Coronelli (globe terrestre) offerts à Louis XIV et conservés à la Bibliothèque nationale de France.
Ces peintures lui étaient déjà attribués par Louis Quarré-Reybourbon en 1904.

## Arrivée du marquis de Nointel à Jérusalem
Ce tableau de 1674 a été découvert en 2018 à Paris lors de la rénovation d'une boutique pour Oscar de la Renta. Il fait partie d’une série de quatre tableaux de grand format peints pour maintenir le souvenir du voyage du marquis de Nointel dans l’Empire ottoman. Un autre tableau représentant une vue d’Athènes est déposé par la France au musée de l'Acropole.

## Exposition
Fruit d'un partenariat entre les musées de Saint-Omer et le musée des Beaux-Arts de Cambrai, l'exposition « Arnould de Vuez (1644-1720), peindre en Flandre sous Louis XIV » lui est consacrée au musée de l'Hôtel Sandelin (Saint-Omer) du 15 mai au 15 septembre 2021. Initialement prévue en 2020, elle a été reportée en raison de la pandémie de Covid-19. Son commissaire est François Marandet, enseignant d'histoire de l'art à l'Institut d'études supérieures des arts (IESA).

## Quelques œuvres

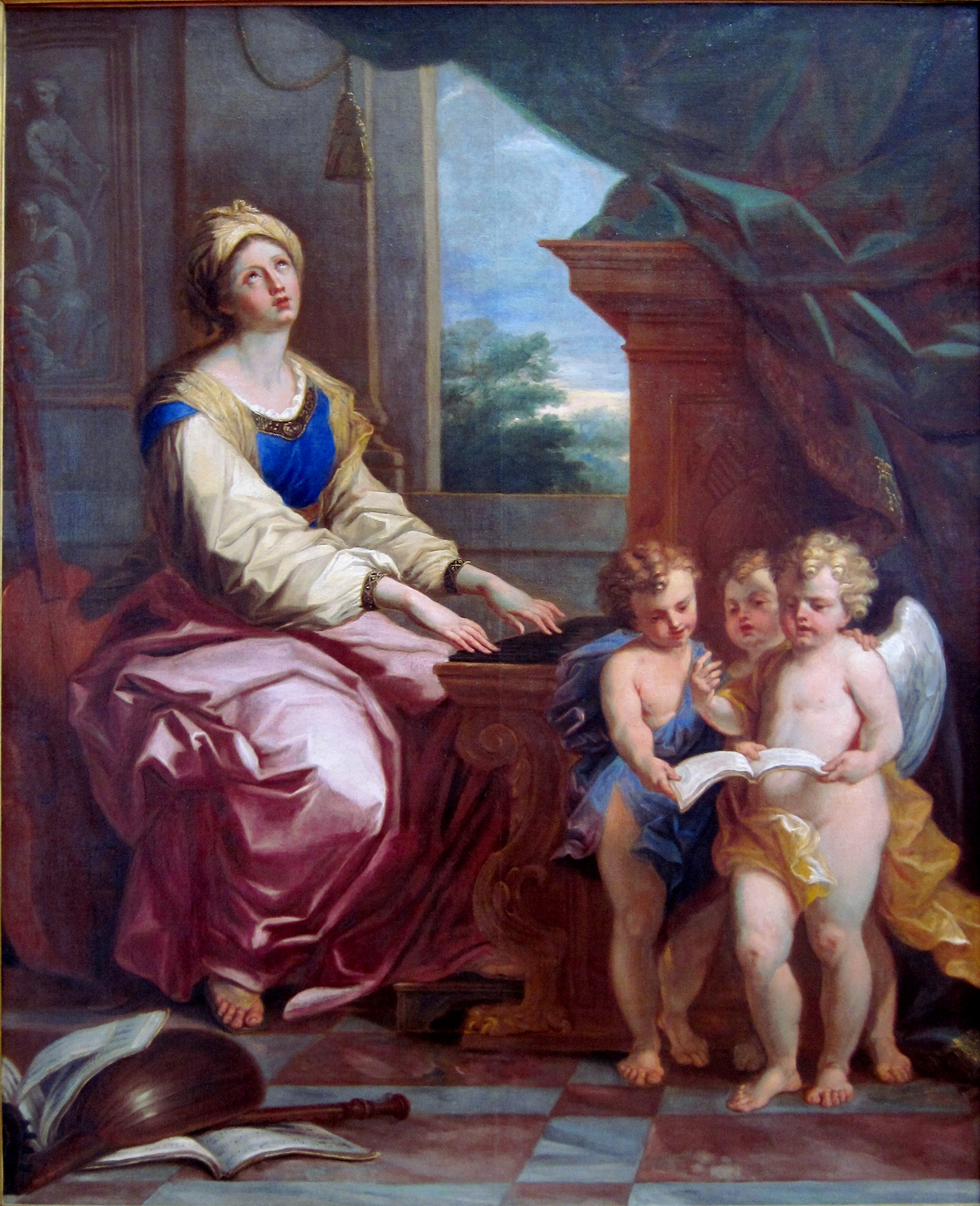
Sainte Cécile accompagnée de trois anges musiciens.

- Allégorie de l'alliance du dauphin de France avec Marie Anne Victoire de Bavière, musée du Louvre à Paris, huile sur toile, morceau de réception à l'Académie royale de peinture.
- Sainte Zite, huile sur toile (vers 1696), palais des Beaux-Arts de Lille
- L'Incrédulité de saint Thomas, huile sur toile, primatiale Saint-Jean de Lyon
- Sainte Cécile accompagnée de trois anges musiciens, palais des Beaux-Arts de Lille
- L'Adoration des bergers, huile sur toile, église Saint-Étienne de Lille
- La Vierge de douleur, huile sur toile, palais des Beaux-Arts de Lille
- Les Vieillards de l'Apocalypse, huile sur toile, palais des Beaux-Arts de Lille
- Saint François d’Assise recevant les stigmates, huile sur toile, palais des Beaux-Arts de Lille
- Baudoin IV de Hainaut et Marguerite d'Alsace, huile sur toile, musée de l'Hospice Comtesse, Lille
- Charles le Téméraire, huile sur toile, musée de l'Hospice Comtesse, Lille
- La Charité, huile sur toile, musée de l'Hospice Comtesse, Lille
- La Foi, huile sur toile, musée de l'Hospice Comtesse, Lille
- Martyre de sainte Ursule, huile sur toile, musée de l'Hospice Comtesse, Lille
- Portrait de l'architecte Gombert, huile sur toile, musée de l'Hospice Comtesse, Lille
- Présentation de la Vierge, huile sur toile, tableau du maître-autel musée de l'Hospice Comtesse, Lille
- Assomption de la Vierge, huile sur toile, musée de l'Hospice Comtesse, Lille
- Marie de Bourgogne, femme de Maximilien d'Autriche, huile sur toile, musée de l'Hospice Comtesse, Lille
- important ensemble de dessins provenant de son fonds d'atelier réparti entre le musée des Beaux-Arts de Lille et le musée de l'Hospice Comtesse de Lille (environ deux cents dessins).
- Baudouin VI Le Paisible et Richilde de Hainaut, musée de l'Hospice Comtesse, Lille